# Salomon Mandelkern

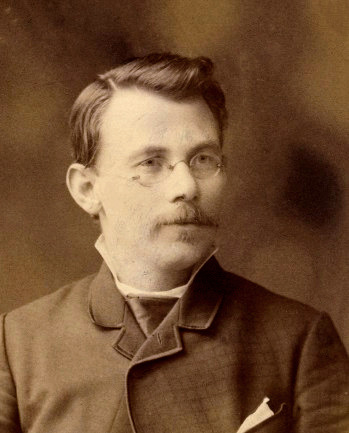
Salomon Mandelkern

Salomon ben Simcha Dow Mandelkern (hebräisch שלמה בן שמחה דב מנדלקרן Schlomo Mandelbaum, Pseudonym Mindaloff; geboren 12. April 1846 in Mlynow bei Dubno, Wolhynien, heute im ukrainischen Oblast Riwne; gestorben am 24. März 1902 in Wien) war ein russisch-jüdischer neuhebräischer Dichter, Philologe, Jurist, Übersetzer, Hebraist, Kabbalist, Talmudist, Sprachlehrer, Bibelwissenschaftler, Philosoph, Dolmetscher, Lexikograf, Rabbiner und Schriftsteller.
Sein Hauptwerk und von hohem Wert ist seine in 20-jähriger Arbeit geschaffene vollständige Bibelkonkordanz Hechal hakodesch. Veteris Testamenti Concordantiae Hebraicae atque Chaldaicae, zuerst erschienen in Leipzig 1896.

## Leben

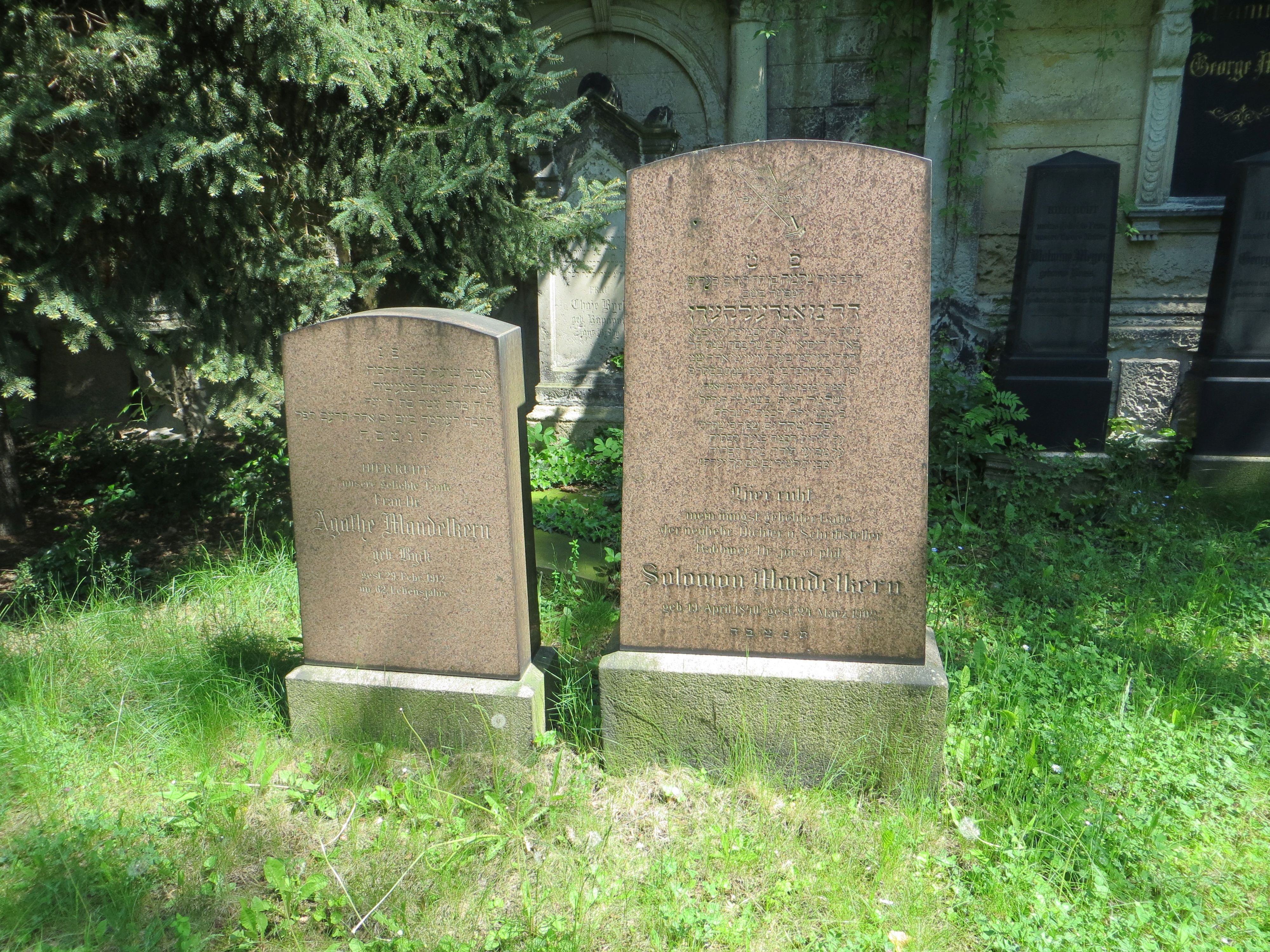
Grabsteine von Agathe (geb. Byck) und Salomon Mandelkern auf dem Jüdischen Friedhof Leipzig

Salomon Mandelkern war der Sohn des Mühlenpächters Simcha Dow Mandelkern und ein Urenkel des bekannten hebräischen Dichters Salomo Dubno. Er erhielt eine traditionelle jüdische Ausbildung und Erziehung. Mit scharfem Verstand und außergewöhnlichem Gedächtnis ausgestattet, besaß er schon mit fünf Jahren ansehnliche Bibelkenntnisse und kannte sich bereits als Zehnjähriger hervorragend im Talmud aus.
Als er älter wurde, lernte er bei Rabbi Pinchas, dem Rabbiner von Tirowitz, einem Dorf in der Nähe von Mlynow. Angezogen von säkularen Studien schrieb er früh Artikel, die er an die hebräische Presse versandte. Nach dem Tod seines Vaters setzte er als Fünfzehnjähriger sein Studium im nahegelegenen Dubno fort und lebte einige Zeit in Kock. Hier studierte er bei David Morgensztern, dem Sohn von Menachem Mendel von Kotzk, Chassidismus und Kabbala. Er studierte unter Lehrern wie Rabbi Zvi Hirsch A.Cohen Rappaport und dem Schwager von Rabbi Isaac Elijah Landau, dem späteren Prediger (Maggid) von Wilna.
Ab 1865, dem Jahr, in dem er Chayeh Kerman aus Dubno geheiratet hatte, besuchte er rabbinische Seminare in Schytomyr (Rabbinerseminar Schitomir) und dann im Wilna (Rabbinerseminar Wilna). Hier verband er sich mit dem Dichter Abraham Dob Lebensohn, seinem Lehrer für Hebräisch, Aramäisch und Homiletik. Unter dessen Schirmherrschaft veröffentlichte Mandelkern 1866 seinen ersten Gedichtband, Bat Sheva, ein biblisches Langgedicht. Im selben Jahr veröffentlichte er satirische Verse unter dem Titel Scharfe Pfeile (Ḥitsim shenunim) und Esra der Schreiber (Ezra ha-sofer). In seiner weiteren Ausbildung ab 1868 – eine ihm angebotene Stelle als Kronrabbiner in Dubno hatte er ausgeschlagen – erwarb er drei akademische Grade: an der Staatlichen Universität Sankt Petersburg für orientalische Sprachen, an der Nationalen I.-I.-Metschnikow-Universität Odessa für Jura mit der Dissertation Das Erbrecht nach mosaischen und talmudischen Gesetzen nach Urquellen dargestellt sowie an der Universität Jena mit seiner Doktorarbeit (für den philosophischen Doktorgrad) zu einer biblischen Thematik.
Im Jahre 1869 ließ er sich von seiner Frau Chayeh scheiden und heiratete später eine Frau aus Brody (Galizien), Agathe geb. Byck (1850–1912) (Gitel Tochter des R. Jona), auf ihrem Grabstein (hebräisch גיטל בת ר' יונה).
1873 wurde Mandelkern von dem von der Regierung 1861 ernannten Stadtrabbiner in Odessa, Simon Leon Schwabacher (1819–1888) aus dem Württembergischen Oberdorf, ordiniert und wirkte dort bis 1880 als dessen Assistent. Mandelkern war einer der ersten, der seine Predigten in russischer Sprache hielt.
Im Jahr 1881 verließen er und seine Frau Russland für immer und siedelten sich in Leipzig an, dort beschäftigte er sich mit seinen lexikalischen Werken und literarischen Arbeiten, war als beeideter Dolmetscher am Landgericht tätig und unterrichtete slawische und orientalische Sprachen. Gleichzeitig studierte er mit großem Eifer spiritistische und spiritualistische Literatur, nahm an vielen spiritistischen Sitzungen teil und trat in persönliche Beziehung u. a. zu Friedrich Zöllner. 1884/1885 versah er das Amt eines Rabbiners in Belgrad.
Nach dem Tod seines Schwiegervaters, Jona Byk (1816–1893), schrieb Mandelkern das Epitaph für dessen Grab auf dem jüdischen Friedhof in Brody.
Die jahrzehntelange Vorarbeit, die Mandelkern seiner umfassenden Konkordanz zum Hebräischen Alten Testament widmete, war seiner körperlichen und geistigen Gesundheit nicht zuträglich. 
Zum Beispiel musste er tausende Manuskriptseiten neu schreiben, damit sie von der Druckerei Offizin Drugulin verarbeitet werden konnten.

“Als es schließlich an der Zeit war, die Konkordanz zu setzen, wahrscheinlich in den späten 1880er Jahren, stellte sich heraus, dass die Setzer in der Druckerei von Wilhelm Drugulin in Leipzig nicht von den Zetteln ausgehen konnten, auf denen Mandelkern die Einträge in kursiver Schrift niedergeschrieben hatte, und er war gezwungen, jede der Zehntausenden von Zeilen mit der Hand abzuschreiben, diesmal in Quadratschrift.”

So wurde er in späteren Jahren häufig ins Krankenhaus eingeliefert, nahm er jedoch vom 29. bis 31. August 1897 am ersten Zionistenkongress in Basel teil. 
In den letzten Jahren seines Lebens befasste sich Mandelkern mit der Erstellung einer talmudischen und midraschischen Konkordanz. Ein Teil davon findet sich wahrscheinlich unter den vielen vollendeten und unvollendeten Werken, die er als Manuskript hinterließ. Als Experte gefragt, wurde er für das Werk Hebräisches Wörterbuch zum Alten Testamente, von Carl Gustav Adolf Siegfried und Bernhard Stade gebeten, die erste und letzte Korrektur ihres Manuskripts zu lesen.
1899 reiste Mandelkern zu einem Besuch seines Sohnes Israel, der in New York lebte, in die Vereinigten Staaten. Er besuchte dort auch andere Städte, darunter Baltimore und Maryland, wo sein Kollege Rabbi Dr. Schepschel Schaffer (1862–1933) lebte, und kehrte 1901 nach Leipzig zurück. Als er 1902 Wien besuchte, erkrankte er und starb am 24. März kurz vor seinem 56. Geburtstag in einem jüdischen Krankenhaus. Salomon Mandelkern und seine Frau Agathe  wurden auf dem Alten Jüdischen Friedhof in Leipzig bestattet.

## Familie
- Schwester Baba Brandle
- Sohn Israel aus erster Ehe (um 1866; nach 1945), mit Schwiegertochter Fannie und Enkel Georg, damals wohnhaft in den Vereinigten Staaten von Amerika (Im Stadtteil von New York City, 2080 Grand Concourse, Bronx)
- Großneffe Oberst Bernard Feingold (USA)[1]

## Werke (Auswahl)

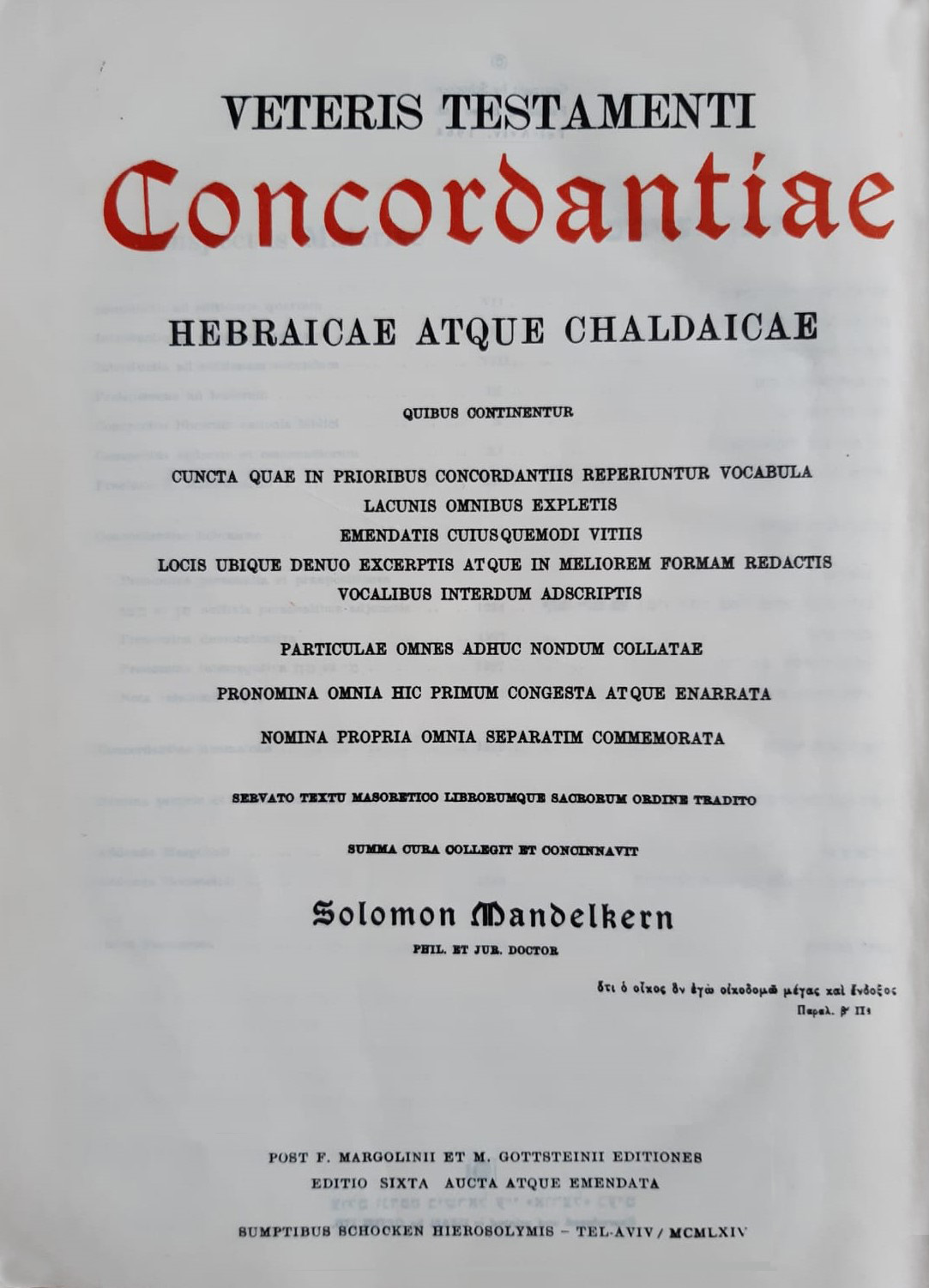
Hauptwerk Titelblatt von Salomon Mandelkerns Veteris Testamenti Concordantiae Hebraicae atque Chaldaicae.

Mandelkerns umfangreichstes Werk ist das Hekal haḲodesh oder Veteris Testamenti Concordantiæ, eine hebräisch-lateinische Konkordanz der hebräischen und aramäischen Wörter im TaNaCh (Leipzig, 1896), die fast alle ähnlichen Werke dieser Art ersetzte. Eine gekürzte Ausgabe dieses Monumentalwerkes erschien unter dem Titel „Tabnit Hekal“ im Jahre 1897.
- 1866 Ḥitsim shenunim (Scharfe Pfeile), 75 Satieren und Epigramme (meist Übersetzungen), als Anhang:
- 1866 Nordische Blumen, zwei Romanzen aus dem Russischen übersetzt (Wilna)
- 1872 Gruß an Montefiore, Gedicht St. Petersburg
- 1875 Dibrē jemē Rūsīja, auch m. russischen Titel: Istorija Rossii, Band 1, Verlag Goldman, eine Geschichte Russlands, geschrieben für die Gesellschaft zur Förderung der Kultur unter russischen Juden
- 1882 Shire sefat 'ever (Gedichte in hebräischer Sprache, 3 Bände; 1882, 1889, 1901)
- 1884 Die neubearbeitete hebräisch-chaldäische Bibel-Concordanz: nebst Gutachten von Fachgelehrten, Verlag Metzger & Wittig[18]
- 1885 Thamar, Roman aus dem biblischen Altertum (Eine Übersetzung von Abraham Mapus „Ahabat Ẓiyyon“, ohne jegliche Erwähnung von Mapu als Autor), Verlag M. W. Kaufmann
- 1885 Lessings Fabeln, Russische Übersetzung
- 1886 Teru’at Melek Rab, eine Ode an Alexander II.
- 1889 Erste hebräische Übersetzung des Gedichts Prinzessin Sabbath (1851) von Heinrich Heine.
- 1891 Historische Chrestomathie der russischen Literatur von ihren Anfängen bis auf die neueste Zeit, Verlag Hahn[19]
- Bat Sheba, ein episches Gedicht
- Ezra ha-Sofer, Roman (übersetzt aus dem Deutschen von Ludwig Philippson) mit dem Titel Ḥiẓẓim Shenunim, ein satirisches Werk
- Shire Sefat 'Eber, hebräische Gedichte (2 Bände, Leipzig, 1882 und 1889);
- 1890 Shire Yeshurun, eine Übersetzung von George Gordon Byrons Hebrew Melodies.
- Bogdan Chmelnitzki, auf Russisch, eine Übersetzung von Nathan Hannover Yewen Meẓulahn (St. Petersburg, 1878; Leipzig, 1883); eine russische Ausgabe

Predigten von Mandelkern auf Russisch sowie russische und deutsche Übersetzungen seiner hebräischen Lieder und Artikel sind in verschiedenen Zeitschriften erschienen, wie Ha Maggid (Der Herold oder Lieferant von Informationen), Ha Zefirah (Die Morgenröte), Mi Misrah Mi Ma`Erev (Ost und West) u. a. Die meisten hebräischen Zeitschriften und Jahrbücher, die in den letzten dreißig Jahren veröffentlicht wurden (insbesondere in Ha-Shaḥar und Ha-Asif (Der Sammler), enthalten Artikel, Gedichte und Epigramme von ihm).
Mandelkern half auch Christian David Ginsburg, der die Große Mesora veröffentlichte, indem er ihn mit allen Varianten versorgte, die in der Septuaginta und den Büchern Hiob, Sprüche, Psalmen, Jesaja, Jeremia, Hesekiel, Daniel, Esra, Nehemia und den fünf Schriftrollen enthalten waren.
Als Dichter gehörte Salomon Mandelkern zur Bewegung der Liebe zu Zion (Ḥibat Tsiyon-Bewegung) und bevorzugte Narrative Poesie. Seine Materialien schöpfte er aus der jüdischen Geschichte, der Bibel sowie aus den aktuellen Ereignissen wie den Pogromen in Russland. Er war einer der ersten hebräischen Dichter, der die Ballade als Genre übernahm, eine Form, in die er übernatürliche Darstellungen einbezog. Zu seinen gesammelten Werken gehören auch Übersetzungen aus der deutschen, russischen und englischen Poesie.

## Ehrungen
- 1875 Brillantring von Zar Alexander II. für ein 3-bändiges Werk über die russische Geschichte
- Große Goldene Medaille des Senats der Petersburger Universität für die Preisarbeit Codex der Parallelstellen des Alten Testaments mit Berücksichtigung der alten Versionen, Septuaginta, Vulgata und Peschito (und weitere Quellen).[20]

## Kritik
Aufgrund persönlichen Auseinandersetzung mit dem Herausgeber der Zeitschrift Ha-Meliz, Alexander Zederbaum, sandte Mandelkern eine Falschmeldung über eine Blutanklage in Bessarabien zur Veröffentlichung ein. Als dieser Sachverhalt entdeckt wurde, war die Zeitschrift gezwungen, die Veröffentlichung einzustellen, und Mandelkern, 1880 die Stelle als Rabbiner-Assistent in Odessa aufzugeben und die Heimat Russland zu verlassen.

### Revisionen, Kritiken und Auseinandersetzungen zu den Konkordanzen
Um Mandelkerns Konkordanz gab es Streitigkeiten mit dem hebräischen Schriftsteller Isaak Jakob Kahan, der nach eigenen Aussagen, für 9 Monate, auf Honorarbasis, Mandelkerns Vorlage Korrektur laß und erst nach mehrmaligen Nachfragen bezahlt wurde. Nach dieser Arbeit wurde Kahan von Salomon Mandelkern öffentlich verrissen und Kahan rang um die Richtigstellung in der Zeitschrift für die Alttestamentliche Wissenschaft.
In dieser Zeitung fand die öffentliche Auseinandersetzung und Revision zum Hauptwerk und der kleineren Ausgabe, auch mit anderen kritischen Fachgelehrten, statt.